# نهائي كأس ولي العهد السعودي 2014
نهائي كأس ولي العهد السعودي 2014 هي مباراة تحديد الفائز بكأس ولي العهد السعودي 2013–14. اقيمت المباراة في ملعب الملك فهد الدولي بمدينة الرياض بتاريخ 1 فبراير 2014 وقد فاز بالمبارة نادي النصر بنتيجة هدفين مقابل هدف.